# Panemeria heliaca
Panemeria heliaca är en fjärilsart som beskrevs av Ignaz Schiffermüller 1776. Panemeria heliaca ingår i släktet Panemeria och familjen nattflyn. Inga underarter finns listade i Catalogue of Life.